# Xylophanes fugax
Xylophanes fugax är en fjärilsart som beskrevs av Jean Baptiste Boisduval 1870. Xylophanes fugax ingår i släktet Xylophanes och familjen svärmare. Inga underarter finns listade i Catalogue of Life.